# Nannostomus espei
Nannostomus espei es una especie de peces de la familia Lebiasinidae en el orden de los Characiformes.

## Morfología
Los machos pueden llegar alcanzar los 4 cm de longitud total.

## Hábitat
Es un pez de agua dulce y de  clima tropical (22 °C-26 °C).

## Alimentación
Come gusanos, crustáceos e insectos.

## Distribución geográfica
Se encuentran en Sudamérica:  cuenca del río Mazaruni (Guayana ).